# Zenon de Souza Farias
Zenon de Souza Farias (Tubarão, 31 maart 1954) is een voormalig Braziliaanse voetballer en trainer, bekend onder zijn spelersnaam Zenon. 

## Biografie
Zenon begon zijn profcarrière bij Avaí en won hier in 1973 en 1975 het Campeonato Catarinense mee. In 1976 maakte hij de overstap naar Guarani en speelde hier vier seizoenen. In 1978 werd hij met de club landskampioen, een hoogtepunt in de clubgeschiedenis van Guarani. Na een kort avontuur bij Al-Ahli ging hij dan vier jaar voor Corinthians spelen en won hier twee keer het Campeonato Paulista mee. Van 1986 tot 1988 speelde hij voor Atlético Mineiro en won hier twee keer het Campeonato Mineiro mee. 
Hij speelde ook enkele wedstrijden voor het nationale elftal. 